# High-Nunatak
Der High-Nunatak ist ein isoliert liegender Nunatak im westantarktischen Ellsworthland. In der Heritage Range des Ellsworthgebirges ragt er etwa 6,4 km östlich der Liberty Hills im Horseshoe Valley aus dem Gletschereis auf.
Das Advisory Committee on Antarctic Names benannte ihn 1966 nach Elmer High, dem „Crew Chief“ eines Hubschraubers des 62nd Transportation Detachment der United States Army zur logistischen Unterstützung einer geologischen Forschungsexpedition der University of Minnesota, die von 1963 bis 1964 in diesem Gebiet tätig war.